# Luis Marquina
Luis Marquina Pichot (Barcelona, 25 de mayo de 1904-Madrid, 26 de junio de 1980) fue un ingeniero de sonido, guionista, productor y director de cine español.

## Biografía
Hijo del dramaturgo Eduardo Marquina y por rama materna de los Pichot en cuya familia contaba con tres tíos artistas: Ramón, pintor; Ricardo, violonchelista y alumno de Pau Casals; Luis, violinista; y María, cantante de ópera conocida como María Gay. La familia Pitxot tenía una gran amistad con la familia Dalí de Figueras, por lo que el joven Luis conoció y entabló amistad con Salvador Dalí.
En junio de 1925 se casó con Paz Jiménez Quesada con la que tuvo tres hijos: Mercedes, Eduardo y Teresa.El regalo de bodas de Salvador Dalí fue el cuadro Muchacha en la ventana, actualmente en el Museo Nacional Centro de Arte Reina Sofía de Madrid ya que según atestigua un reportaje de ABC, en 1931 dicha pintura estaba en la casa de su padre, Eduardo.
A pesar del entorno literario y artístico en el que se educó, decidió estudiar una carrera técnica, Ingeniería Industrial, especializándose en las entonces pioneras técnicas de registro de sonido, de gran aplicación con la llegada del cine sonoro. En 1933 fue nombrado subdirector técnico de sonido de los estudios CEA en Ciudad Lineal, encargándose de films tan significativos como El agua en el suelo, Doña Francisquita, La traviesa molinera o La Dolorosa. En 1935, la empresa Filmófono, que gestionaba Luis Buñuel, le ofreció debutar como director en Don Quintín el amargao.
El año siguiente realizó la que siempre se ha considerado su mejor película, El bailarín y el trabajador, comedia musical basada en una comedia de Jacinto Benavente.
Durante la guerra civil española residió en Argentina, colaborando en dos producciones locales, como codirector en La chismosa (1938) y como guionista en Así es la vida (1939). En 1940 trabajó en Roma en el marco del Convenio Cinematográfico Hispano-Italiano. Entre 1941 y 1944 realizó de forma continuada una serie de películas que fueron recibidas por la crítica con frialdad (y en algunos casos de modo francamente negativo, como Santander, la ciudad en llamas), por lo que interrumpió unos años su labor directiva, que no reanudó hasta 1948.

## Filmografía como director
- Ay, Antonio, Antonio (1973)
- Cerco de terror (1972)
- Tuset Street (1967)
- Valiente (1964)
- La batalla del domingo (1963)
- Adiós, Mimí Pompom (1961)
- Ventolera (1961)
- La viudita naviera (1961)
- Spanish Affair (1957)
- Las últimas banderas (1957)
- Alta costura (1954)
- Así es Madrid (1953)
- Amaya (1952)
- Manchas de sangre en la luna (1952)
- Quema el suelo (1952)
- El Capitán Veneno (1951)
- Filigrana (1949)
- Doña María la Brava (1948)
- Santander, la ciudad en llamas (1944)
- Noche fantástica (1943)
- Malvaloca (1942)
- Vidas cruzadas (1942)
- Torbellino (1941)
- Su hermano y él (1941)
- El último húsar / Amore di ussaro (1940)
- Yo soy mi rival / L'Uomo del romanzo (1940)
- La chismosa (1938)
- Un anuncio y cinco cartas (1937)
- El bailarín y el trabajador (1936)
- Don Quintín el amargao (1935)

## Filmografía como guionista
- Cerco de terror (1972)
- El hombre invisible (1970)
- Atraco al hampa (1967)
- A escape libre (1964)
- Crucero de verano (1964)
- Valiente (1964)
- La batalla del domingo (1963)
- El capitán Intrépido (1963)
- Adiós, Mimí Pompom (1961)
- Ventolera (1961)
- La viudita naviera (1961)
- Navidades en junio (1960)
- Un trono para Cristy (1960)
- Maribel y la extraña familia (1960)
- ¿Dónde vas, triste de ti? (1960)
- Una gran señora (1959)
- Una muchachita de Valladolid (1958)
- El pasado te acusa (1958)
- ¿Dónde vas, Alfonso XII? (1958)
- Historia de un joven pobre (1958)
- Los maridos no cenan en casa (1957)
- Madrugada (1957)
- Alta costura (1954)
- Así es Madrid (1953)
- Amaya (1952)
- Manchas de sangre en la luna (1952)
- Quema el suelo (1952)
- El capitán Veneno (1951)
- Filigrana (1949)
- Doña María la Brava (1948)
- Serenata española (1947)
- La luna vale un millón (1945)
- Santander, la ciudad en llamas (1944)
- Malvaloca (1942)
- Torbellino (1941)
- Su hermano y él (1941)
- Así es la vida (1939)
- El bailarín y el trabajador (1936)